# Michail Leont'evič Mil'
Michail Leont'evič Mil' in russo Михаил Леонтьевич Миль? (Irkutsk, 22 novembre 1909 – Mosca, 31 gennaio 1970) è stato un ingegnere aeronautico sovietico, capo del Mil OKB.

## Biografia
Mil nacque a Irkutsk in Siberia da una famiglia colta. Suo padre era un impiegato della ferrovia Transiberiana, mentre sua madre era una dentista. Appassionato di aeronautica sin da piccolo, Mil vinse un premio per il miglior aliante all'età di 12 anni. Dopo aver frequentato la scuola secondaria entrò nel 1926 nell'Istituto tecnologico siberiano a Tomsk. Tuttavia in questo istituto non vi era un corso specializzato in ingegneria aeronautica, per questo nel 1928 si trasferì nell'Istituto Politecnico Don di Novocherkassk. Nel 1929 prese parte alla costruzione di un autogiro designato KASKR. Dopo la laurea nel 1931, iniziò la sua carriera al TsAGI. Si specializzò nella progettazione di autogiri e lavorò con il suo futuro rivale Nikolay Kamov. Con lo scoppio della guerra, Mil venne reclutato nell'Armata Rossa, ma nel 1943 venne richiamato per continuare il suo lavoro da ingegnere.
Nel 1947 venne messo a capo del reparto di elicotteri del TsAGI, che venne chiamato OKB Mil, che in seguito diventerà l'attuale azienda Mil. Nel 1948 il primo velivolo prodotto dall'ufficio, il Mi-1, vinse un concorso col prototipo Yak-100, ed è stato prodotto in serie. Oltre al Mi-1 l'azienda nel corso degli anni ha prodotto molti elicotteri famosi, come il Mi-4, il Mi-8, o l'elicottero d'attacco Mi-24. Gli elicotteri di Mil hanno vinto molti premi nazionali e internazionali e hanno stabilito 69 primati mondiali. Nel 1971 (dopo la morte del capo progettista), l'elicottero Mil Mi-12 vinse il premio Sikorsky per l'elicottero più potente del mondo. Mikhail Mil morì nel 1970 a Mosca e fu sepolto nel cimitero di Yudinskoe, nella periferia della capitale russa.